# Vancouver 2010
Vancouver 2010 är det officiella TV-spelet för de olympiska vinterspelen 2010, som förlades till Vancouver, British Columbia, Kanada. Spelet utvecklades av Eurocom och gavs av Sega ut till formaten Xbox 360, Playstation 3 och till Windows.

## Grenar
Följande grenar finns med:
| - Alpin skidåkning - Storslalom (bara damer) - Slalom (bara damer) - Störtlopp (bara herrar) - Super G (bara herrar) - Släpsläde - Tvåmannabob (bara herrar) - Rodelsingel (bara herrar) - Skeleton (bara herrar) - Freestyle - Hopp (bara herrar) - Skicross (bara damer) | - Snowboard - Parallellstorslalom (bara herrar) - Snowboardcross (bara herrar) - Backhoppning - Individuellt i stora backen (bara herrar) - Hastighetsåkning på skridskor - 500 meter short track (bara damer) - 1 500 meter short track (bara damer) |

Dessutom finns 30 olika utmaningar spridda över tävlinarna, som bara kan låsas upp en efter en då spelaren klarar av uppdragen (till exempel, 'Landing Zone' kräver att man landar i backhoppningen med 10 meter av 90 och ett annat lyckat hopp på 10 av 110 meter). 

## Representerade nationer
| - Australien - Österrike - Belgien - Kanada - Kina - Tjeckien - Danmark - Finland | - Frankrike - Storbritannien - Tyskland - Italien - Japan - Nederländerna - Norge - Polen | - Portugal - Ryssland - Slovenien - Sydkorea - Spanien - Sverige - Schweiz - USA |